# 高敘加
高敘加（英語：Lily Kao Mei；1980年—）是美国政治人物，曾任加州弗里蒙特市长。她于2016年11月当选市长，是弗里蒙特市首位女性及亚裔市长。

## 个人生活及职业生涯
高敘加出生于芝加哥，三岁时移居费城。她就读于德雷塞尔大学，获得了工商管理理学学士学位。她于1994年与丈夫搬到弗里蒙特，这对夫妇育有两个孩子。高敘加于2008年开始涉足政治，先是担任弗里蒙特学校董事会成员，并于2012年再次当选。2014年，高敘加当选弗里蒙特市议员。
在2016年，高敘加竞选弗里蒙特市市长，挑战现任市长比尔·哈里森。选举期间，弗里蒙特的发展速度、交通拥堵以及班级规模等问题成为了最为突出的议题。高敘加将自己定位为一位将“制止过度开发”的候选人，并在其竞选活动中广泛使用这一口号，而哈里森则将高敘加描绘为阻碍所有开发的候选人。她在2016年11月6日的选举中获胜，成为弗里蒙特市首位女性及亚裔市长，且于2016年至2024年间连任两届。
乔治·弗洛伊德遇害后，包括弗里蒙特在内的美国各地爆发了反对警察暴力的抗议活动。高敘加在一次游行中拒绝与抗议者一起下跪，后来她解释称她只有在祈祷时才会下跪。作为回应，一个月后抗议者在高敘加的家门外示威，要求减少警察经费。2022年前州参议员鲍勃·温茨科夫斯基任期结束后，高敘加参选以填补其空出的加利福尼亚州参议院第十选区席位。她与海沃德市议员艾莎·瓦哈卜一起赢得了初选。
竞选期间，高敘加因投票反对在学校日历上标注“哈维·米尔克日”以及投票反对将酷儿作家纳入AP英语课程而被阿拉米达县民主党贴上反LGBTQ的标签。她因此失去了获得民主党支持的资格，民主党人也可能因公开支持她而受到谴责。高敘加对此回应称，她更愿意赞扬当地活动家而非哈维·米尔克，并且从未禁止弗里蒙特的学校出版LGBTQ书籍。特殊利益集团在此次选举中投入了超过700万美元。高敘加的最大捐款者是特许学校倡导者和达维塔公司，而瓦哈卜的最大捐款者来自工会。2022年11月8日，高敘加以败选告终。